# コエラカントゥス
コエラカントゥス (Coelacanthus) は、古生代ペルム紀に出現した硬骨魚類の一属。ゴミ箱分類群となっており含まれていた種のいくつかは別属に移動した。
シーラカンス目シーラカンス科に属し、シーラカンスで唯一現生するラティメリア属 (Latimeria) の遠い祖先もしくはそれに近縁なグループである。
シーラカンス科の模式属であり、現在知られるコエラカントゥス属は 6種を数える。

## 特徴
その名はシーラカンス類の総称と同義であるため、しばしばラティメリア属と混同される。
しかし、Coelacanth （シーラカンス）の名は、最初の発見例であったこの種に対してあてられた学名から派生した英語形である。
彼らは今日知られるラティメリア属に比しておおよそ小さく、そして、細長い頭部も持つ。
ラティメリア属よりは積極的な浅海の捕食者であったかも知れない。しかし、多くの形態上の類似性を持っている。
また、個体によっては全長1m近くになるものもあった。